# Hippeastrum evansiae
Hippeastrum evansiae là một loài thực vật có hoa trong họ Amaryllidaceae. Loài này được (Traub & I.S.Nelson) H.E.Moore mô tả khoa học đầu tiên năm 1963.

## Hình ảnh

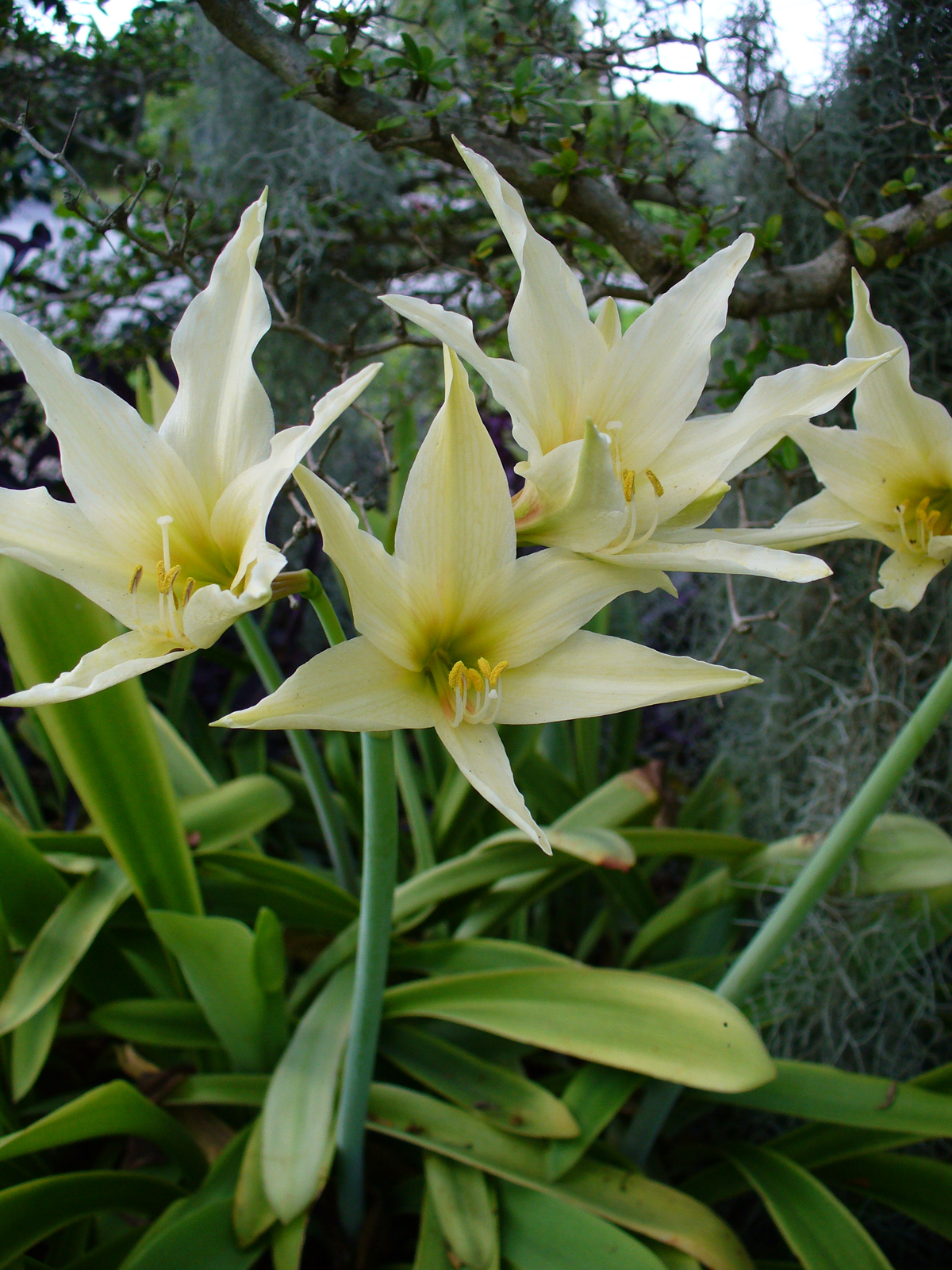